# Chocolate Lake
Chocolate Lake är en sjö i Kanada.   Den ligger i provinsen Nova Scotia, i den sydöstra delen av landet, 1 000 km öster om huvudstaden Ottawa. Chocolate Lake ligger 30 meter över havet. Arean är 0,11 kvadratkilometer. Den ligger vid sjön Long Lake.
I omgivningarna runt Chocolate Lake växer i huvudsak blandskog. Runt Chocolate Lake är det ganska tätbefolkat, med 214 invånare per kvadratkilometer.